# Arbuckle, California
Arbuckle, California (енгл. Arbuckle) насељено је место без административног статуса у америчкој савезној држави Калифорнија.

## Демографија
По попису из 2010. године број становника је 3.028, што је 696 (29,8%) становника више него 2000. године.
| Група             | 2000.         | 2010.         |
| Белци             | 629 (27,0%)   | 818 (27,0%)   |
| Афроамериканци    | 4 (0,2%)      | 18 (0,6%)     |
| Азијати           | 11 (0,5%)     | 18 (0,6%)     |
| Хиспаноамериканци | 1.650 (70,8%) | 2.116 (69,9%) |
| Укупно            | 2.332         | 3.028         |